# 井上真吾 (獣医師)
井上 真吾（いのうえ しんご、Shingo INOUE）は、日本の獣医師、獣医学者。学位は獣医学博士（岐阜大学大学院・1997年）。長崎大学熱帯医学研究所 ケニアプロジェクト拠点 教授 。
専門は、ウエストナイル熱、アルボウイルス、リフトバレー熱など。

## 略歴
- 1988年 - 北里大学大学院獣医学研究科 獣医学専攻 修士課程修了
- 1991年 - 7月まで青年海外協力隊（獣医師隊員）としてザンビア共和国ザンビア大学獣医学部に勤務
- 1997年 - 岐阜大学大学院連合獣医学研究科 獣医学専攻 博士課程修了
- 1997年 - 4月から1999年3月までポスドクとして長崎大学熱帯医学研究所 ウイルス学分野にて研究
- 1999年 - 4月から2001年11月まで、フィリピン セント・ルークスメディカルセンターにてポスドクとして研究
- 2001年 - 12月から長崎大学熱帯医学研究所 ウイルス学分野助手（助教）
- 2009年 - 10月からJICA専門家としてケニア中央医学研究所にてアルボウイルスの研究、国際協力事業を行う
- 2017年 - 2月から長崎大学熱帯医学研究所 ウイルス学分野 准教授
- 2021年 - 5月から現在、長崎大学熱帯医学研究所 アジア・アフリカ感染症研究施設 ケニアプロジェクト拠点 教授

など

## 所属学会
- 日本ウイルス学会

など